# Polykormon

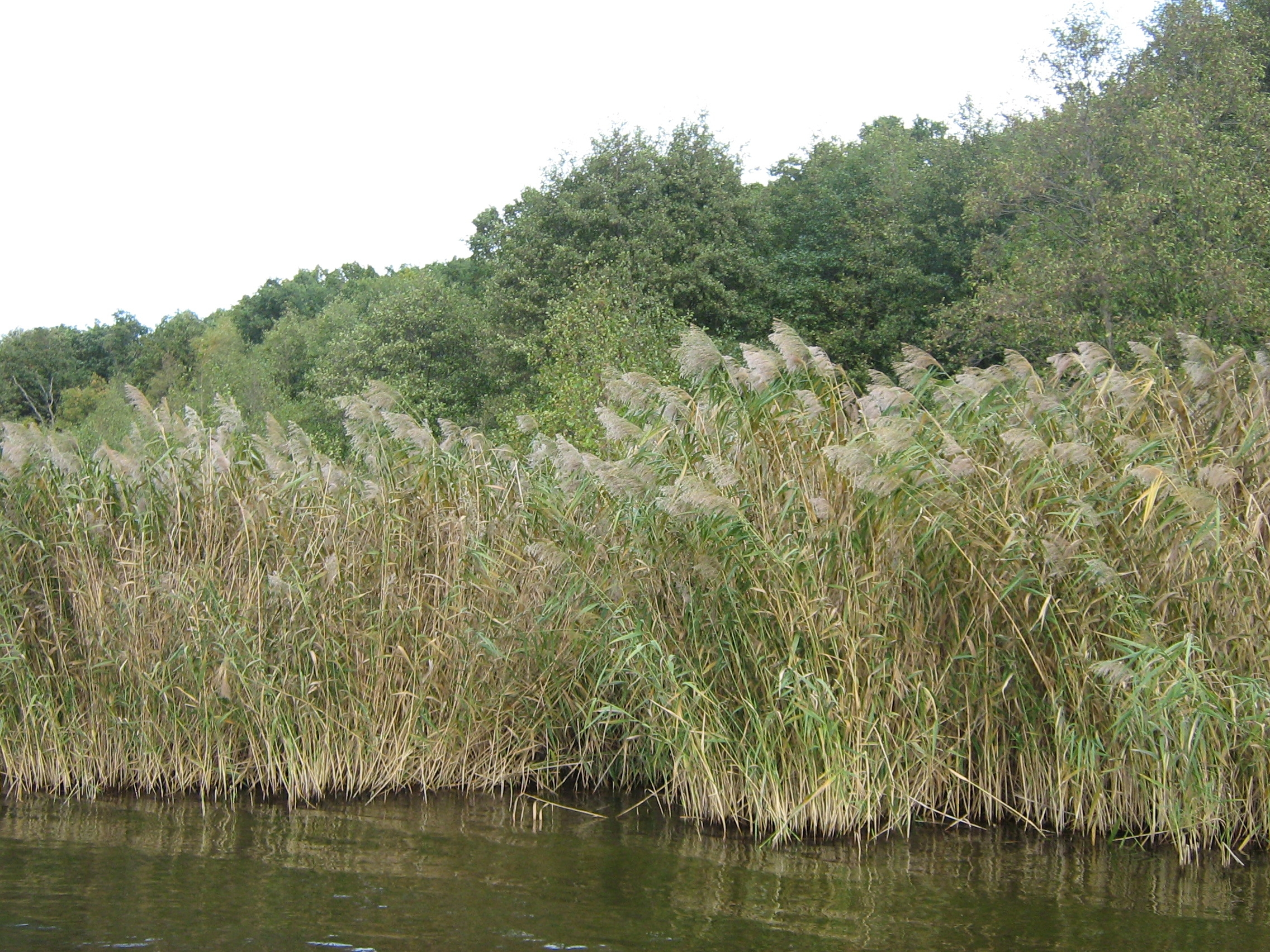
Schilfrohr bildet durch vegetative Vermehrung ein Polykormon.

Als Polykormon oder Polykorm, seltener Dividuum, wird in der Botanik ein Pflanzenbestand bezeichnet, der durch vegetative Vermehrung aus einer Einzelpflanze hervorgegangen ist: aus unterirdischen Sprossabschnitten, etwa Rhizomen, treiben mehrere aufrechte Sprosse aus. Durch Verselbständigung kann ein Polykormon in mehrere selbständige Individuen zerfallen, etwa, indem alte Rhizomteile absterben. Beispiele hierfür sind etwa Einbeere (Paris quadrifolia), Schilfrohr (Phragmites australis), Busch-Windröschen (Anemone nemorosa) oder Adlerfarn (Pteridium aquilinum). Die Individuen eines Polykormon sind genetisch identisch (Klone), da sie aus einer Einzelpflanze hervorgehen, und bilden daher einen Genet. 
Als polykormisch wird bei Holzpflanzen ein Verzweigungstyp bezeichnet: Seitenachsen richten sich auf und nehmen die Form einer Hauptachse an. Diese Bedeutung des Begriffs ist älter und wurde bereits 1884 von Vöchting eingeführt.

## Belege
- Peter Sitte, Elmar Weiler, Joachim W. Kadereit, Andreas Bresinsky, Christian Körner: Lehrbuch der Botanik für Hochschulen. Begründet von Eduard Strasburger. 35. Auflage. Spektrum Akademischer Verlag, Heidelberg 2002, ISBN 3-8274-1010-X, S. 160.
- Manfred A. Fischer, Wolfgang Adler, Karl Oswald: Exkursionsflora für Österreich, Liechtenstein und Südtirol. 2., verbesserte und erweiterte Auflage. Land Oberösterreich, Biologiezentrum der Oberösterreichischen Landesmuseen, Linz 2005, ISBN 3-85474-140-5, S. 58.